# Yttermo
Yttermo är en by i Leksands socken i Leksands kommun, mellan Gamla Källberget och Mjälgen. Byn ligger i Härads fjärding och brukar oftast inkluderas i Häradsbygdsbyarna.
Bynamnet 'Mon' finns belagt 1482, det är ovisst om det syftar på Yttermo eller Övermo. I den äldsta skattelängden från 1539 upptas tre mantal för 'Mon' (=Yttermo) och tre för 'Monn' (=Övermo). De olika skattelängderna från 1571 skiljer sig ganska mycket från varandra, med rubrikerna 'Öffuermo' och 'Moo', respektive 'Moo' och 'Saxarvet'. Jämför man längderna framgår det att Saxarvet måste syfta på Yttermo. Namnen förekommer inte i några andra längder. Antalet gårdar varierar också med fem, åtta respektive nio. 
Mantalslängden 1668 upptar tolv gårdar i Yttermo, och Holstensson karta från samma år har lika många gårdstecken. 1766 finns hela 30 hushåll och 1830 finns det 33 hushåll i byn. 1896 upptas så många som 64 hushåll, men då inkluderas även den nya byn Källberget under Yttermo.
Liksom andra byar i Häradsbygden låg byn ursprungligen nere vid älven. Som för de andra byarna berättas att det är erosionen vid älvbrinken som gjort att byarna fått flytta med dramatiska sägner om djur som hittats hängande döda i sina bindslen på morgonen då marken under byggnaden spolats bort. Enligt traditionen skall flyttningen ägt rum i slutet av 1700-talet. Skriftliga handlingar däremot pekar på att flyttningen skett gradvis. Redan på jaktplanskartan 1697 kan man se att bynamnet Yttermo är skrivet på tre ställen med spridda markeringar.
Byn är klassificerad som ett Riksintresse för kulturmiljövård.